# Luís Teixeira de Sampaio (1875-1945)
Luís Teixeira de Sampaio (Lisboa, 29 de agosto de 1875 — Lisboa, 4 de junho de 1945), diplomata, foi secretário geral do Ministério dos Negócios Estrangeiros desde 1929 até à sua morte, ocupando-se não só da gestão quotidiana do Ministério, mas participando também na orientação da política externa de Portugal na fase decisiva de consolidação do Estado Novo e, depois, durante a Guerra Civil espanhola e a Segunda Guerra Mundial.

## Biografia
Num período em que Oliveira Salazar acumulava as funções de Ministro dos Negócios Estrangeiros, coube a Teixeira de Sampaio, apesar de formalmente ser o secretário geral do Ministério, conduzir a política externa portuguesa nos anos críticos da Segunda Guerra Mundial. Pessoa da confiança de Salazar, que considerava aquela pasta à época tão importante que preferia mantê-la na sua direta dependência, Teixeira de Sampaio manteve uma estrita coordenação política com o Presidente do Conselho, o que permitiu, por um lado a manutenção da neutralidade portuguesa, e por outro, evitar as consequências políticas e sociais da Guerra Civil de Espanha.
Para além de diplomata, foi um distinto investigador histórico, cujos principais estudos se acham compilados no volume intitulado Estudos Históricos, publicado em 1984, na série Biblioteca Diplomática, editada pelo Ministério dos Negócios Estrangeiros. Foi elevado à categoria de académico honorário da Academia Portuguesa de História.
Foi condecorado com a grã-cruz da Ordem de Mérito da Águia Alemã (a Verdienstorden vom Deutschen Adler), da Alemanha Nazi (Großdeutsches Reich), e recebeu uma condecoração oferecida pelo rei da Roménia, Carol II.
O embaixador encontra-se associado à história de Vale da Pinta (Cartaxo), onde foi proprietário da Quinta do Sampaio e desenvolveu diversas investigações monográficas sobre a freguesia.
Luís Teixeira Sampaio, que era monárquico, faleceu na sequência de uma apoplexia que o acometeu quando, no Hotel Aviz de Lisboa, se preparava para beijar a mão à rainha D. Amélia, aquando da sua visita a Portugal em 1945.